# Quneitra (pokrajina)
Pokrajina Quneitra (ar. مُحافظة القنيطرة / ALA-LC: Muḥāfaẓat Al-Qunayṭrah) je jedna od 14 sirijskih pokrajina. Nalazi se na jugu Sirije, na Golanskoj visoravni. Pokrajina graniči sa susjednim državama Libanonom, Jordanom i Izraelom, te sirijskim pokrajinama Daraa i Rif Dimashq. Njena površina, ovisno o izvorima, iznosi između 685 km² i 1,861 km². Prema vladinoj procjeni iz 2010. (prije rata), pokrajina je tada imala oko 87.000 stanovnika.  Službeno, glavni grad je danas napušteni grad Quneitra, koji su izraelse vojne snage uništile prije povlačenja u lipnju 1974., nakon Jomkipurskog rata. Od 1986., de facto glavni grad je Madinat al-Baath. 

## Okruzi i nahije
Pokrajina je podijeljena u 2 okruga i 6 nahija (u zagradama je broj nahija u okrugu):
- Okrug Fiq (2):
  - Nahija Fiq
  - Nahija Elmahjer
- Okrug Quneitra (4):
  - Nahija Quneitra (većim dijelom u neutralnoj zoni od 1973.)
  - Nahija Jabta Elhashab
  - Nahija Massade (pod izraelskom okupacijom od 1967.)
  - Nahija Hushnia (pod izraelskom okupacijom od 1967.)

## Vanjske poveznice
- esyria.sy: Qunaytra (engl.)